# Labrus mixtus
Pour les articles homonymes, voir Vieille.
Espèce
Statut de conservation UICN

 LC  : Préoccupation mineure
La Vieille coquette (Labrus mixtus) est une espèce de poissons de la famille des Labridae.

## Galerie

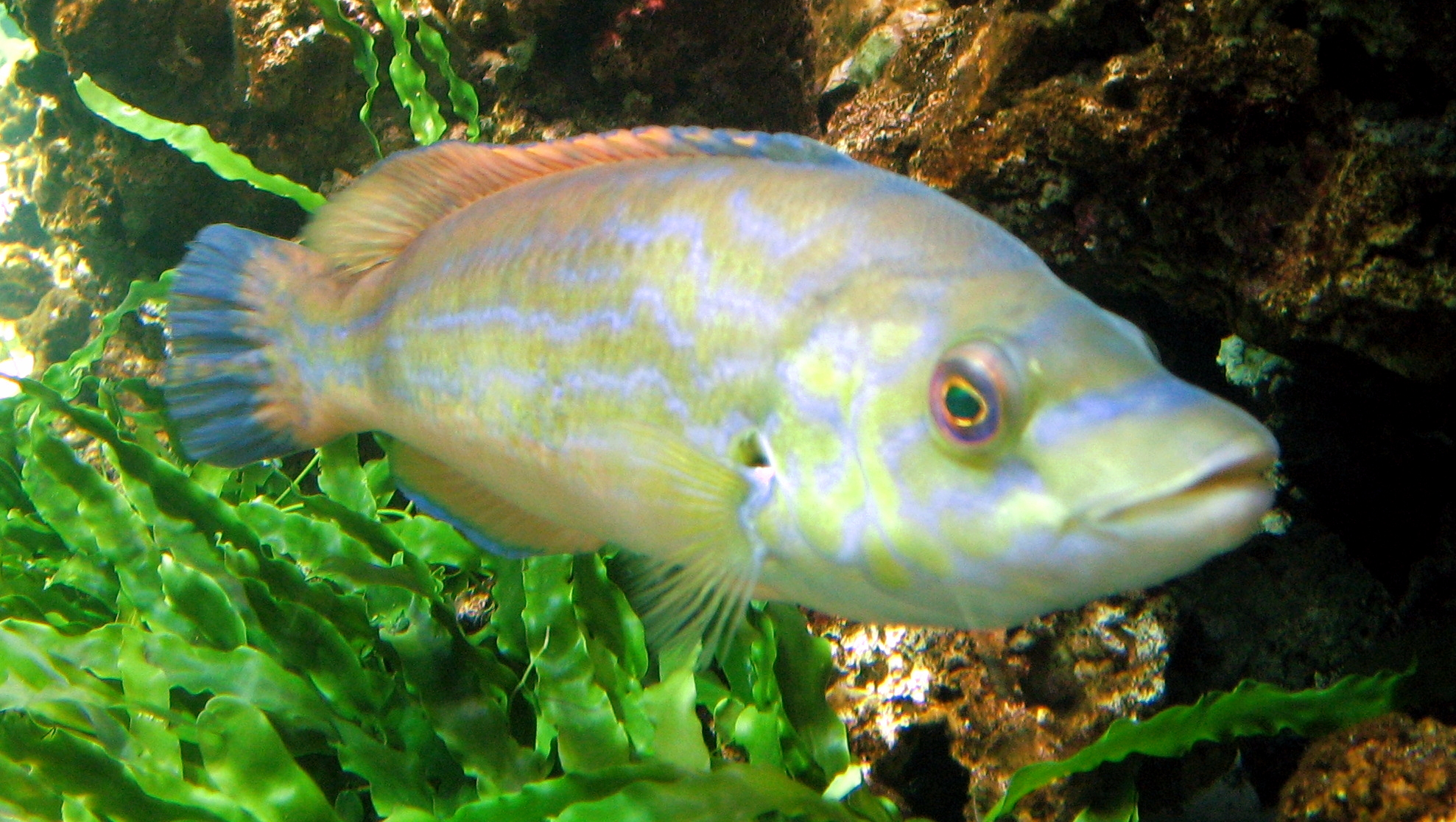
Vieille coquette à l'Aquarium Cinéaqua

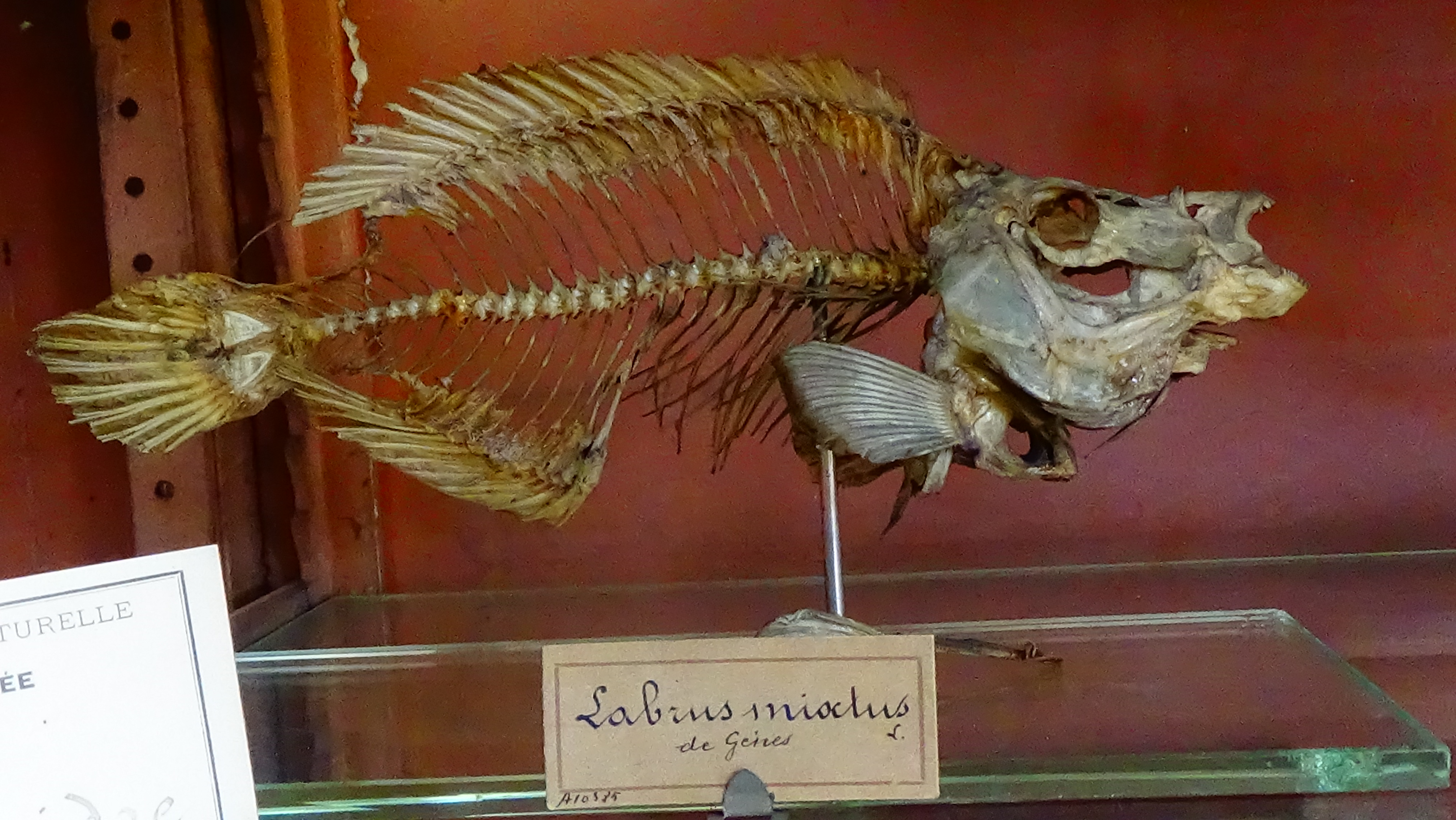
Labrus mixtus - squelette MNHN, Paris